# Badminton 1939
Höhepunkt des Badmintonjahres 1939 waren die All England in London. Die britischen Inseln, Skandinavien, Frankreich, Nordamerika, Australien, Indien und Malaya waren die Zentren der Sportart. 
==International Badminton Federation==
Die International Badminton Federation hatte 15 Mitglieder: Australien, Dänemark, England, Frankreich, Indien, Irland, Kanada, Malaya, Mexiko, Neuseeland, Norwegen, Schottland, Schweden, USA und Wales, wobei Mexiko und Schweden 1939 in die IBF eintraten. Die Niederlande traten wegen Inaktivität aus dem Verband aus. 
== Veranstaltungen ==
===All England 1939===
Die All England 1939 fanden vom 7. bis zum 12. März 1939 in London statt. In dieser 36. Auflage des zu dieser Zeit bedeutendsten Badminton-Championats gewann Tage Madsen das Finale im Herreneinzel gegen den Engländer Ralph C. F. Nichols mit 10–15, 18–13 und 15–7. Madsen stand dabei im Halbfinale schon am Rande des Ausscheidens, als er gegen A. S. Samuel aus Selangor im entscheidenden dritten Satz schon 1:10 hinten lag. Madsen konnte sich jedoch noch einmal ins Spiel zurückkämpfen und siegte mit 7–15, 15–9, 15–11. Austragungsort war die Lindley Hall am Vincent Square in Westminster.

##### Finalresultate der All England 1939
| Disziplin    | Sieger                         | Finalist                       | Ergebnis           |
| ------------ | ------------------------------ | ------------------------------ | ------------------ |
| Herreneinzel | Tage Madsen                    | Ralph Nichols                  | 10–15, 18–13, 15–7 |
| Dameneinzel  | Dorothy Walton                 | Diana Doveton                  | 11–4, 11–5         |
| Herrendoppel | Thomas Boyle James Rankin      | Leslie Nichols Ralph Nichols   | 15-4, 15-3         |
| Damendoppel  | Ruth Dalsgaard Tonny Olsen     | Marjorie Barrett Diana Doveton | 15-11, 2-15, 17-15 |
| Mixed        | Ralph Nichols Betsy M. Staples | James Rankin Mavis Macnaughton | 15-10, 6-15, 15-8  |

===Malaysia Open 1939===
Die Malaysia Open 1939 im Badminton fanden Anfang April 1939 in Penang statt. Sie waren die 3. Auflage dieses Championats.

##### Finalresultate der Malaysia Open 1939
| Disziplin    | Sieger                     | Finalist                       | Ergebnis           |
| ------------ | -------------------------- | ------------------------------ | ------------------ |
| Herreneinzel | Seah Eng Hee               | Tan Chong Tee                  | 15-8, 17-15        |
| Dameneinzel  | Cecilia Chan               | Lee Chee Neo                   | 12-11, 11-4        |
| Herrendoppel | Teh Gin Sooi Low Keat Soo  | Alimat Bin Rahman Lee Yew Seng | 15-7, 17-18, 15-9  |
| Damendoppel  | Chang Kon Neong Ida Lim    | Felicity Chan Hew Siew Ying    | 15-10. 3-15, 15-11 |
| Mixed        | Ooi Teik Hock Cecilia Chan | Chan Kon Leong Chan Kon Yoon   | 15-4, 15-11        |